# Гавешова
Гавешова (словац. Havešová) — національний природний заповідник, що входить до складу національного парку Полонини (словац. Národný park Poloniny). Розташований у Буковських пагорбах (словац. Bukovské vrchy; синонім — Західні Бескиди) і внесений до Списку всесвітньої спадщини ЮНЕСКО. Праліс Гавешова знаходиться біля сіл Стащинська Розтока і Кальна Розтока.
Резервація площею 1713 тисяч м² була заснована в 1964 році. Об'єктом захисту держави виступають прекрасно збережені первісні букові ліси, де зустрічаються і інші види листяних дерев (клен, ясен, в'яз). Цей заповідник був створений в науково-дослідних, культурних і освітніх цілях. Він розташований на висоті від 440 до 741 м над рівнем моря. Середня річна температура в лісі дорівнює 6-6,5 °C.
Прогулянки по пралісу — це досить цікавий досвід. Вікові дерева майже не пропускають сонячного проміння. Тут і там видніються повалені стовбури, які лежать до тих пір, поки не будуть перероблені самою природою. Люди не втручаються в життя пралісу. Опинившись на території заповідника Гавашова, ви можете уявити, що перебуваєте на Землі, яка була до появи людини. Масивні буки займають майже весь простір заповідника. Інших дерев дуже мало — всього 5 % від загальної кількості рослин. Ця природна резервація є домом для багатьох видів птахів. Тут гніздяться клинтух (Columba oenas), дятел білоспинний (Dendrocopos leucotos), мухоловка мала (Ficedula parva), вільшанка (Erithacus rubecula), синиця чорна (Parus ater) і повзик звичайний (Sitta europaea).
Через буковий праліс Гавешова не проходять туристичні стежки. Однак на деяких картах позначена стежка лісника, якою часто користуються мандрівники.